# Faunus ater
Faunus ater е вид охлюв от семейство Pachychilidae. Видът не е застрашен от изчезване.

## Разпространение и местообитание
Разпространен е в Австралия (Западна Австралия, Куинсланд и Северна територия), Индонезия (Бали, Калимантан, Малки Зондски острови, Малуку, Папуа, Сулавеси, Суматра и Ява), Малайзия (Западна Малайзия, Сабах и Саравак), Папуа Нова Гвинея, Тайланд, Филипини и Шри Ланка.
Обитава пясъчните дъна на сладководни и полусолени басейни, лагуни, реки и потоци.